# 米爾內 (第聶伯羅區)
48°3′37″N 34°30′28″E / 48.06028°N 34.50778°E
米爾內（烏克蘭語：Мирне），是位於烏克蘭中部的村莊，隸屬第聶伯羅彼得羅夫斯克州第聶伯羅區的新波克羅夫卡市鎮。該村處於柳比米夫卡河右岸，分別距離巴甫利夫卡1.5公里和納塔利夫卡6公里，海拔高度114米，2001年人口33。